# Králova jeskyně
Králova jeskyně byla náhodně objevena roku 1972, je pojmenovaná po Aloisu Královi, objeviteli Demänovské jeskyně svobody. Vstup do jeskyně se nachází v takzvaném Tišnovském krasu na západním úbočí vrchu Květnice u města Tišnova. Celková délka jeskyně činí 1241 m a výškový rozdíl 53 m.
V jeskyni se nacházejí různě tvarované krápníky. Brčková výzdoba dosahuje délky 160 cm. Některé části jeskyně jsou tak pozoruhodné, že jsou uzavřeny i pro jeskyňáře.
Mezi nejvýraznější části patří Dobišarova chodba, Nedělní dóm, Hrozivý dóm (20 m délky a 14 m šířky) a Tišnovský dóm rozměrů 35 m délky a 18 m šířky.